# Kombispeicher

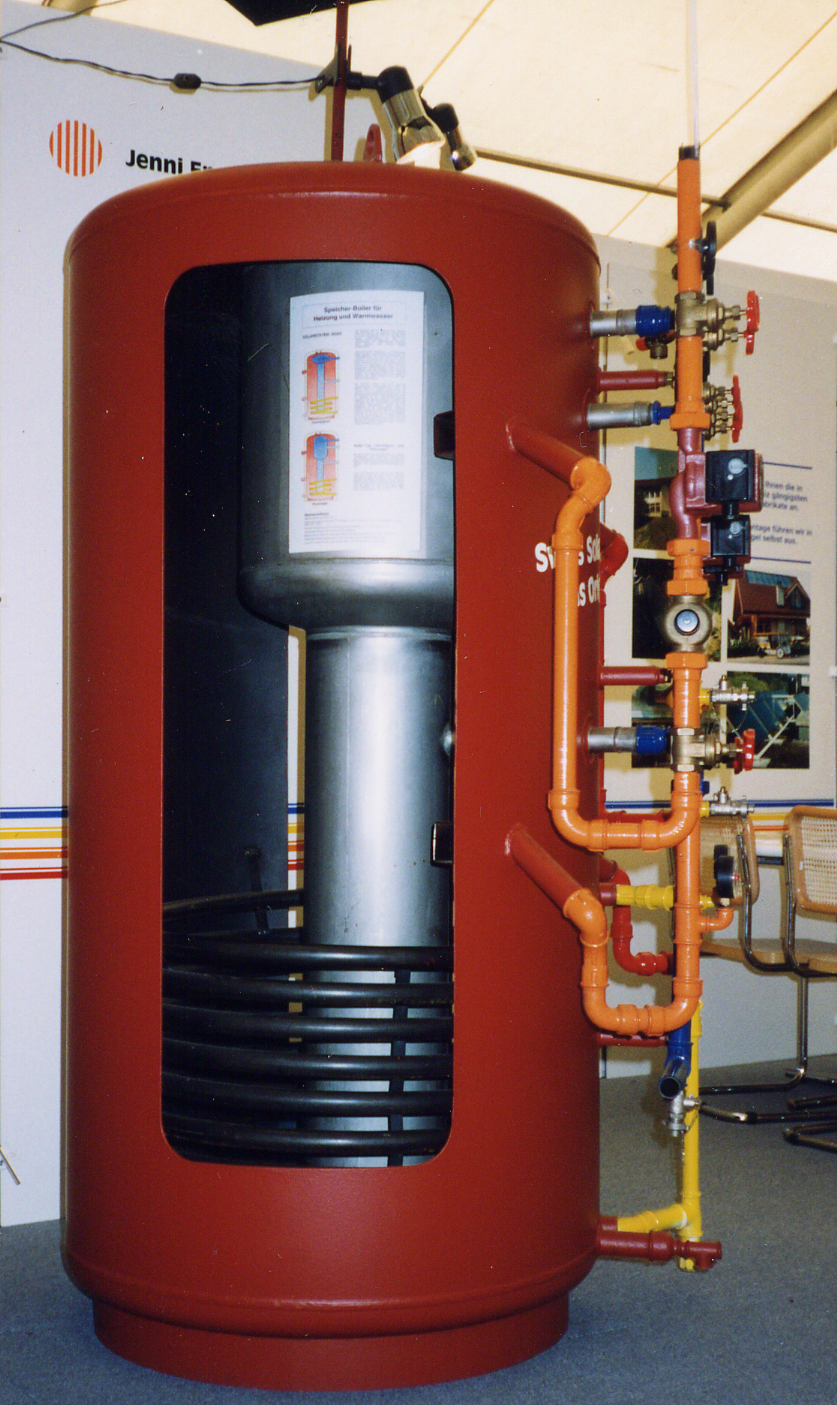
Tank-im-Tank-Speicher aufgeschnitten

Ein Kombispeicher kombiniert die Warmwasserspeicherung sowohl für Heizungsunterstützung als auch für Trinkwassererwärmung in einem größeren Behälter. Das bedeutet, dass er gleichzeitig als Pufferspeicher für die Heizungsanlage und als Warmwasserspeicher für die Erhitzung von Trink- und Brauchwasser dient. Damit wird warmes Wasser, das zum Beispiel durch Solarthermie erzeugt wird, für beide Zwecke zum späteren Verbrauch zwischengespeichert. Dies dient der Überbrückung von Sonnenscheinpausen ohne Zuheizung. Gegenüber zwei Einzelgeräten hat der Kombispeicher die Vorteile geringerer thermischer Verluste und eines geringen Platzbedarf. Heute sind alle Kombispeicher zur Minimierung von Wärmeverlusten außen isoliert. Typisch ist es ein Tank-im-Tank-System, bei dem der Warmwasserspeicher (Wasser für Duschen, Waschen, Spülmaschine etc.) innerhalb des ihn umgebenden Pufferspeichers (Heizungswasser) angeordnet ist, so dass sich ein Zweibehältersystem ergibt. 
Eine Alternative ist der Schichtladespeicher, bei dem sich die wärmste Speicherschicht oben im Tank befindet und kältere Schichten jeweils darunter. Das hat den Vorteil, dass sich die unterschiedlichen Temperaturen nicht vermischen und noch länger warmes Wasser entnommen werden kann. Der Schichtenspeicher gilt als die derzeit modernste Speicherform in diesem Bereich. Zur Trinkwassererwärmung wird dabei eine Frischwasserstation im Durchlaufprinzip mit einem Wärmeübertrager verwendet, welche die Gefahr von Legionellenbildung senkt und ist damit eher noch hygienischer. Zusammen mit einer intelligenten Be- und Entladesteuerung führt das zu einer Effizienzoptimierung.
Ein Kombispeicher oder Schichtladespeicher kann die Energie besonders dann effektiv nutzen, wenn er mit einer guten Gebäudeisolierung und einer Niedertemperaturheizanlage kombiniert wird.